# Атлетика на Летњим параолимпијским играма 2016 — 400 метара за жене Т11
Трка на 400 метара у класи 11 за жене, била је једна од 29 дисциплина атлетског програма на Летњим параолимпијским играма 2016. у Рио де Жанеиру, Бразил. Такмичење је одржано 15. и 16. септембра на Олимпијском стадиону Жоао Авеланж.

## Земље учеснице
Учествовало је 11 такмичарки из 7 земаља.
1. Ангола (2)
2. Бразил (3)
3. Венецуела (1)
4. Кина (2)
5. Мексико (1)
6. Намибија (1)
7. Пољска (1)

## Рекорди пре почетка такмичења
(стање 8. септембра 2016.)
| Рекорди пре почетка Параолимпијских игара 2016.     | Рекорди пре почетка Параолимпијских игара 2016. | Рекорди пре почетка Параолимпијских игара 2016. | Рекорди пре почетка Параолимпијских игара 2016. | Рекорди пре почетка Параолимпијских игара 2016. | Рекорди пре почетка Параолимпијских игара 2016. |
| --------------------------------------------------- | ----------------------------------------------- | ----------------------------------------------- | ----------------------------------------------- | ----------------------------------------------- | ----------------------------------------------- |
| Светски рекорд                                      | 56,14                                           | Терезина Гуилермина                             | Бразил                                          | Рио де Жанеиро, Бразил                          | 18. август 2007.                                |
| Параолимпијски рекорд                               | 56,83                                           | Пурифицацион Сантамарта Браво                   | Шпанија                                         | Сиднеј, Аустралија                              | 25. октобар 2000.                               |
| Рекорди после завршених Параолимпијских игара 2016. |                                                 |                                                 |                                                 |                                                 |                                                 |
| Параолимпијски рекорд                               | 56,31                                           | Цуејћинг Љу                                     | Кина                                            | Рио де Жанеиро, Бразил                          | 15. септембар 2016.                             |

## Сатница
| Датум               | Време | Ниво               |
| ------------------- | ----- | ------------------ |
| 15. септембар 2016. | 19:54 | Квалификације (Г1) |
| 15. септембар 2016. | 20:00 | Квалификације (Г2) |
| 15. септембар 2016. | 20:06 | Квалификације (Г3) |
| 16. септембар 2016. | 17:30 | Финале             |

Сва времена су по локалном времену (UTC+3)

## Освајачи медаља
|                    |                       |                              |
| Цуејћинг Љу · Кина | Сол Рохас · Венецуела | Терезина Гуилермина · Бразил |

## Резултати

### Квалификације
Квалификације су одржане 15.9.2016. годину у 19:54, 20:00 и 20:06. Такмичарке су биле подељене у три групе. У финале су се пласирале првопласиране такмичарке из сваке групе и 1 на основу резултата.,,
| Пласман | Група | Атлетичарка                        | Земља     | Класа | ЛР      | ЛРС     | Резултат | Белешка        |
| ------- | ----- | ---------------------------------- | --------- | ----- | ------- | ------- | -------- | -------------- |
| 1.      | 3     | Цуејћинг Љу                        | Кина      | Т11   | 56,68   | 56,91   | 56,31    | КВ, ПР, РР, ЛР |
| 2.      | 3     | Сол Рохас                          | Венецуела | Т11   | 1:00,40 | 1:00,40 | 56,83    | кв, ЛР         |
| 3.      | 2     | Терезина Гуилермина                | Бразил    | Т11   | 56,56   |         | 57,87    | КВ, ЛРС        |
| 4.      | 1     | Талита Виторија Симплисио да Силва | Бразил    | Т11   | 58,22   | 58,22   | 58,71    | КВ             |
| 5.      | 2     | Гуохуа Џоу                         | Кина      | Т11   | 57,95   | 57,95   | 58,87    |                |
| 6.      | 1     | Лахја Исхитиле                     | Намибија  | Т11   | 1:01,30 | 1:01,30 | 58,97    | РР, ЛР         |
| 7.      | 2     | Џоана Мазур                        | Пољска    | Т11   | 59,09   | 59,09   | 59,05    | ЛР             |
| 8.      | 1     | Дијана Лора Кораза Кастанеда       | Мексико   | Т11   | 59,83   | 59,83   | 59,29    | ЛР             |
| 9.      | 1     | Есперанца Гицасо                   | Ангола    | Т11   | 1:05,69 | 1:10,13 | 1:04,17  | ЛР             |
|         | 2     | Бефилиа Буја                       | Ангола    | Т11   | 1:02,36 | 1:02,36 | НС       |                |
|         | 3     | Лорена Салватини Споладоре         | Бразил    | Т11   | 58,93   | 58,93   | НС       |                |

### Финале
Финале је одржано 16.9.2016. годину у 17:30.,,
| Пласман | Атлетичарка                        | Земља     | Класа | Резултат | Белешка  |
| ------- | ---------------------------------- | --------- | ----- | -------- | -------- |
|         | Цуејћинг Љу                        | Кина      | Т11   | 56,71    |          |
|         | Сол Рохас                          | Венецуела | Т11   | 57,64    |          |
|         | Терезина Гуилермина                | Бразил    | Т11   | 57,97    |          |
| 4.      | Талита Виторија Симплисио да Силва | Бразил    | Т11   | Диск.    | чл. 18.5 |